# Schnellbahnverkehr in Kuala Lumpur

Entwicklung des Streckennetzes von 1995 bis 2024

Der Schnellbahnverkehr von Kuala Lumpur ist das Rückgrat des öffentlichen Verkehrs der malaiischen Hauptstadt Kuala Lumpur und der umliegenden Orte. Das Netz besteht aus den städtischen U-Bahn- und Monorail-Linien von Rapid KL sowie den Vorortzügen und dem Flughafenexpress der malaiischen Eisenbahngesellschaft KTM. Es werden derzeit zwölf Linien betrieben, welche sich in fünf Vorortbahnlinien, drei Stadtbahnlinien, zwei U-Bahnlinien, eine Einschienenbahnlinie sowie eine Bus Rapid Transit-Linie aufteilen.

## Tarifsystem
Seit dem 28. November 2011 wurden die geschlossenen Bereiche der Linien 3, 4 und 5 sowie ab dem 1. März 2012 der Linie 6 an den Umsteigestationen miteinander verknüpft und ein gemeinsames Tarifsystem eingeführt, sodass unabhängig von der Anzahl an Umstiegen nur eine Fahrkarte pro Fahrt gelöst werden muss, wobei dieses System mit der Eröffnung der Linien 9 und B1 auf diese ausgeweitet wurde.
Die Touch 'n Go-Chipkarte dient als Zahlungsmethode für alle Linien, wobei der gemeinsame Tarif der von Rapid KL betriebenen Linien nicht auf den von der Keretapi Tanah Melayu betriebenen Linien 1, 2 und 10 sowie der von den Airport Rail Link betriebenen Linien 6 und 7 gültig ist.
Darüber hinaus bietet Rapid KL, welches neben den schienengebundenen Linien auch ca. 70 % der Buslinien in Kuala Lumpur und der näheren Umgebung betreibt, separate Tagesfahrkarten für das Busnetz sowie für das Bus- und Bahnnetz an.

## Streckennetz
Der KTM Komuter, welcher als Vorortverkehr von Keretapi Tanah Melayu betrieben wird, wurde 1995 als erstes schienengebundenes Nahverkehrssystem in Kuala Lumpur sowie den umliegenden Ortschaften in Betrieb genommen. Die Stadtbahnlinien sowie die Einschienenbahnlinie wurden später in Betrieb genommen, um den inneren Stadtbereich sowie die Satellitenstädte anzubinden. Die U-Bahnlinien dienen dazu, die äußeren Gebiete an das Stadtzentrum anzubinden. Die BRT-Linie dient dazu, den Fußgängerverkehr in Subang Jaya zu entlasten. Drei Linien dienen hauptsächlich dazu, zwei Flughäfen an die Stadt anzubinden, wobei die Linien 6 und 7 den Kuala Lumpur International Airport (KLIA) und die Linie 10 den Sultan Abdul Aziz Shah Airport an die Innenstadt anbinden.
| Liniennummer | Linienname         | Eröffnung         | letzte Verlängerung | Endstationen      | Endstationen        | Anzahl Stationen | Länge (km) | Bahnbetriebsart | Depots                       | Betreiber  |
| ------------ | ------------------ | ----------------- | ------------------- | ----------------- | ------------------- | ---------------- | ---------- | --------------- | ---------------------------- | ---------- |
| 1            | Seremban-Linie     | 14. August 1995   | August 2010         | Batu Caves        | Pulau Sebang/Tampin | 26               | 135.6      | S-Bahn          | • Sentul • Seremban          | KTM        |
| 2            | Port Klang-Linie   | 14. August 1995   | 12. Juli 2016       | Tanjung Malim     | Port Klang          | 34               | 127.5      | S-Bahn          | • Sentul • Seremban          | KTM        |
| 3            | Ampang-Linie       | 16. Dezember 1996 | 6. Dezember 1998    | Sentul Timur      | Ampang              | 18               | 15         | Stadtbahn       | • Ampang • Kuala Sungai Baru | Rapid Rail |
| 4            | Sri Petaling-Linie | 16. Dezember 1996 | 1. Dezember 2016    | Sentul Timur      | Putra Heights       | 29               | 37.6       | Stadtbahn       | • Ampang • Kuala Sungai Baru | Rapid Rail |
| 5            | Kelana Jaya-Linie  | 1. September 1998 | 30. Juni 2016       | Gombak            | Putra Heights       | 37               | 46.4       | Stadtbahn       | • Subang                     | Rapid Rail |
| 6            | KLIA Ekspres       | 14. April 2002    | 1. Mai 2014         | KL Sentral        | klia2               | 3                | 59.1       | S-Bahn          | • Salak Tinggi               | ERL        |
| 7            | KLIA Transit       | 14. April 2002    | 1. Mai 2014         | KL Sentral        | klia2               | 6                | 59.1       | S-Bahn          | • Salak Tinggi               | ERL        |
| 8            | KL Monorail        | 31. August 2003   | -                   | KL Sentral        | Titiwangsa          | 11               | 8.6        | Einschienenbahn | • Brickfields                | Rapid Rail |
| 9            | Kajang-Linie       | 16. Dezember 2016 | 17. Juli 2017       | Kwasa Damansara   | Kajang              | 29               | 51         | U-Bahn          | • Sungai Buloh • Kajang      | Rapid Rail |
| 10           | Skypark Link       | 1. Mai 2018       | -                   | KL Sentral        | Terminal Skypark    | 3                | 24.5       | S-Bahn          | • Sentul                     | KTM        |
| 12           | Putrajaya-Linie    | 16. Juni 2022     | -                   | Kwasa Damansara   | Kampung Batu        | 12               | 17.5       | U-Bahn          | • Sungai Buloh               | Rapid Rail |
| B1           | Sunway-Linie       | 2. Juni 2015      | -                   | Sunway-Setia Jaya | USJ 7               | 7                | 5.6        | BRT             | • Sunway                     | Rapid Bus  |
| Insgesamt    | Insgesamt          | Insgesamt         | Insgesamt           | Insgesamt         | Insgesamt           | 175              | 528.4      |                 |                              |            |

Darüber hinaus werden als Teil des KTM Komuter neben den Linien 1, 2 und 10, die zu den Linien des zentralen Sektors betrieben werden, die Padang Rengas-Linie, die als Linie 1 zwischen Padang Rengas und Bukit Mertajam betrieben wird, sowie die Padang Pesar-Linie, die als Linie 2 zwischen Butterworth und Padang Pesar betrieben wird, als Linien des nördlichen Sektors betrieben, welche allerdings nicht zum integrierten Netz gehören.

## Zukünftige Erweiterungen

Liniennetzplan mit vorhandenen sowie zukünftigen Linien

Die Linie 12 befindet sich seit November 2015 im Bau. Die Linie 11 befindet sich ebenfalls im Bau. Der Bau der Ringlinie 13 ist ab 2023 vorgesehen.
| Liniennummer | Linienname         | Stationen | Länge             | Bahnbetriebsart | Status                                     | vorgesehener Eröffnungstermin | Endstationen        | Endstationen      |
| ------------ | ------------------ | --------- | ----------------- | --------------- | ------------------------------------------ | ----------------------------- | ------------------- | ----------------- |
| 11           | Shah Alam-Linie    | 25        | 37 km             | Stadtbahn       | in Bau                                     | 28. Februar 2024              | Bandar Utama        | Johan Setia       |
| 12           | Putrajaya-Linie    | 37        | 52,2 km           | U-Bahn          | in Bau                                     | 2. Abschnitt: März 2023       | Kentonmen           | Putrajaya Sentral |
| 13           | Ringlinie          | 31        | 50,8 km           | U-Bahn          | genehmigt, Ausschreibung ausstehend        | 1. Abschnitt: Dezember 2028   | Bukit Kiara Selatan | derzeit unbekannt |
| 13           | Ringlinie          | 31        | 50,8 km           | U-Bahn          | genehmigt, Ausschreibung ausstehend        | 2. Abschnitt: 2030            | derzeit unbekannt   | UM                |
| 14           | Putrajaya Monorail | 8         | derzeit unbekannt | Einschienenbahn | Derzeit als Straßenbahn geplant            | unbekannt                     | Kajang              | Bandar Cyberjaya  |
| B2           | Federal-Linie      | 24        | 32,52 km          | BRT             | Planungen am 28. November 2017 eingestellt | unbekannt                     | Pasar Seni          | Klang             |

## Technische Parameter
Die Seremban-Linie (Linie 1), die Port Kiang-Linie (Linie 2) sowie der Skypark Link (Linie 10), werden von der Keretapi Tanah Melayu betrieben. Wie im übrigen Vollbahnnetz in Malaysia sind die Strecken meterspurig und mit 25 kV 50 Hz Wechselstrom elektrifiziert. Die Höchstgeschwindigkeit beträgt bis zu 120 km/h.
Die Ampang-Linie (Linie 3) und die Sri Petaling-Linie (Linie 4) von Rapid KL nutzen Normalspur und eine Energieversorgung über eine Stromschiene mit 750 V Gleichstrom. Die Höchstgeschwindigkeit dieser Linien beträgt 60 km/h.
Die Kelana-Jaya-Linie (Linie 5) hat die gleiche Spurweite und Stromversorgung wie die Linien 3 und 4. Sie wird jedoch fahrerlos mit Linearmotor-Zügen betrieben. Die Höchstgeschwindigkeit auf dieser Strecke beträgt 80 km/h.
Der Vorortlinien KLIA Transit (Linie 7) sowie der KLIA Ekspres (Linie 6), welcher als Expressvariante der Linie 6 betrieben wird, werden von Express Rail Link betrieben. Die Züge auf diesen Linien, welche eine Höchstgeschwindigkeit von 160 km/h erreichen, fahren auf normalspurigen Gleisen und verwenden eine Oberleitungsspannung von 25 kV 50 Hz Wechselstrom.
Die KL Monorail (Linie 8), welche von Rapid KL betrieben wird, ist als Einschienenbahn vom Typ Alweg ausgelegt und wird mit 750 Volt Gleichstrom betrieben. Die Höchstgeschwindigkeit beträgt 60 km/h. Die derzeit im Bau befindliche Putrajaya Monorail (Linie 14) wird ebenfalls als Einschienenbahn ausgeführt werden.
Die Kajang-Linie (Linie 9) und die Putrajaya-Linie (Linie 12) der Rapid KL sind fahrerlose U-Bahnen, die auf Normalspur betrieben werden und über eine Stromschiene mit 750 Volt Gleichstrom versorgt werden. Die Höchstgeschwindigkeit auf diesen Linien beträgt 100 km/h. Darüber hinaus sollen auch die geplante Ringlinie (Linie 13) sowie die als Stadtbahn konzipierte Shah Alam-Linie (Linie 11) mit diesen Parametern gebaut werden.
Die Sunway Line (Linie B1) wird von Rapid KL mit elektrisch angetriebenen Solobussen auf einer vollständig vom Individualverkehr getrennten Strecke befahren. Die ehemals geplante Federal Line (Linie B2) sollte ursprünglich ebenfalls als Buslinie betrieben werden.

## Fahrzeuge
Derzeit eingesetzte oder derzeit in der Beschaffung befindliche Fahrzeuge:
| Liniennummer | Linienname         | Konfiguration                       | In Betrieb bestellt                    | Baureihe                            | Im Einsatz seit       | Hersteller                                                  | sonstiges | Bild |
| ------------ | ------------------ | ----------------------------------- | -------------------------------------- | ----------------------------------- | --------------------- | ----------------------------------------------------------- | --- | ---- |
| 1            | Seremban-Linie     | sechsteiliger Elektrotriebzug       | 37 Züge (222 Wagen)                    | KTM-Baureihe 92                     | März 2012             | CRRC Zhuzhou Locomotive                                     | Auch auf Linie 2 des nördlichen Sektors in Einsatz                                                                  |      |
| 2            | Port Klang-Linie   | sechsteiliger Elektrotriebzug       | 37 Züge (222 Wagen)                    | KTM-Baureihe 92                     | März 2012             | CRRC Zhuzhou Locomotive                                     | Auch auf Linie 2 des nördlichen Sektors in Einsatz                                                                  |      |
| 3            | Ampang-Linie       | sechsteiliger Hochflur-Stadtbahnzug | 50 Züge (300 Wagen)                    | CRRC Zhuzhou LRV „AMY“              | Oktober 2015          | CRRC Zhuzhou Locomotive                                     | |      |
| 4            | Sri Petaling-Linie | sechsteiliger Hochflur-Stadtbahnzug | 50 Züge (300 Wagen)                    | CRRC Zhuzhou LRV „AMY“              | Oktober 2015          | CRRC Zhuzhou Locomotive                                     | |      |
| 5            | Kelana Jaya-Linie  | zweiteiliger Hochflur-Stadtbahnzug  | 35 Züge (70 Wagen)                     | Bombardier Innovia ART 200          | September 1998        | Bombardier                                                  | |      |
| 5            | Kelana Jaya-Linie  | vierteiliger Hochflur-Stadtbahnzug  | 35 Züge (140 Wagen)                    | Bombardier Innovia ART 200          | Dezember 2009         | Bombardier                                                  | teilweise aus jeweils zwei fest zusammengekuppelten zweiteiligen Zügen entstanden                                   |      |
| 5            | Kelana Jaya-Linie  | vierteiliger Hochflur-Stadtbahnzug  | 14 Züge (56 Wagen) 27 Züge (108 Wagen) | Bombardier Innovia Metro 300        | Oktober 2014          | Bombardier / Hartasuma                                      | |      |
| 6            | KLIA Ekspres       | vierteiliger Elektrotriebzug        | 8 Züge (32 Wagen)                      | Siemens ET 425 M                    | April 2002            | Siemens Mobility                                            | |      |
| 6            | KLIA Ekspres       | vierteiliger Elektrotriebzug        | 2 Züge (8 Wagen)                       | CRRC Changchun „Equator EMU“        | März 2018             | CRRC Changchun                                              | |      |
| 7            | KLIA Transit       | vierteiliger Elektrotriebzug        | 4 Züge (16 Wagen)                      | Siemens ET 425 M                    | April 2002            | Siemens Mobility                                            | |      |
| 7            | KLIA Transit       | vierteiliger Elektrotriebzug        | 4 Züge (16 Wagen)                      | CRRC Changchun „Equator EMU“        | März 2018             | CRRC Changchun                                              | |      |
| 8            | KL Monorail        | zweiteiliger Einschienenbahnzug     | 12 Züge (24 Wagen)                     | MTrans Monorail                     | August 2003           | Scomi Rail                                                  | Großteils ausgemustert und durch SUTRA-Züge ersetzt                                                                 |      |
| 8            | KL Monorail        | vierteiliger Einschienenbahnzug     | 9 Züge (36 Wagen)                      | Scomi SUTRA                         | Dezember 2014         | Scomi Rail                                                  | |      |
| 9            | Kajang-Linie       | vierteiliger U-Bahnzug              | 58 Züge (232 Wagen)                    | Siemens Inspiro „The Guiding Light“ | Dezember 2016         | Siemens Mobility / CRRC Nanjing Puzhen / SMH Rail           | |      |
| 10           | Skypark Link       | dreiteiliger Elektrotriebzug        | 4 Züge (12 Wagen)                      | KTM-Baureihe 83                     | 1996                  | Hyundai Precision / Marubeni                                | Auf Linien 1 und 2 des nördlichen Sektors sowie bei Bedarf auch auf Linien 1 und 2 des zentralen Sektors in Einsatz |      |
| 11           | Shah Alam-Linie    | dreiteiliger Hochflur-Stadtbahnzug  | 22 Züge (66 Wagen)                     | CRRC Zhuzhou-Stadtbahn              | vsl. ab Dezember 2023 | CRRC Zhuzhou Locomotive / Siemens Ltd China / Tegap Dinamik | |      |
| 12           | Putrajaya-Linie    | vierteiliger U-Bahnzug              | 49 Züge (196 Wagen)                    | Hyundai Rotem-U-Bahn                | Juni 2022             | Hyundai Rotem / Apex Communications / POSCO Engineering     | |      |
| B1           | Sunway-Linie       | elektrischer Solobus                | 15 Busse                               | BYD K9                              | Juni 2015             | BYD Auto                                                    | |      |

ehemals eingesetzte Fahrzeuge:
| Liniennummer | Linienname         | Konfiguration                      | Anzahl             | Baureihe                       | Einsatzzeitraum | Hersteller             | sonstiges                                 | Bild |
| ------------ | ------------------ | ---------------------------------- | ------------------ | ------------------------------ | --------------- | ---------------------- | ----------------------------------------- | ---- |
| 1            | Seremban-Linie     | dreiteiliger Elektrotriebzug       | 18 Züge (54 Wagen) | KTM-Baureihe 81                | 1994–2012       | Hunslet / Ganz         | seit 2018 im Nördlichen Sektor im Einsatz |      |
| 2            | Port Klang-Linie   | dreiteiliger Elektrotriebzug       | 18 Züge (54 Wagen) | KTM-Baureihe 81                | 1994–2012       | Hunslet / Ganz         | seit 2018 im Nördlichen Sektor im Einsatz |      |
| 1            | Seremban-Linie     | dreiteiliger Elektrotriebzug       | 22 Züge (66 Wagen) | KTM-Baureihe 82                | 1997–2012       | Union Carriage & Wagon | Wegen Ersatzteilmangel ausgemustert       |      |
| 2            | Port Klang-Linie   | dreiteiliger Elektrotriebzug       | 22 Züge (66 Wagen) | KTM-Baureihe 82                | 1997–2012       | Union Carriage & Wagon | Wegen Ersatzteilmangel ausgemustert       |      |
| 3            | Ampang-Linie       | zweiteiliger Hochflur-Stadtbahnzug | 45 Züge (90 Wagen) | Adtranz-Walkers-Stadtbahnwagen | 1996–2016       | Adtranz / Walkers      |                                           |      |
| 4            | Sri-Petaling-Linie | zweiteiliger Hochflur-Stadtbahnzug | 45 Züge (90 Wagen) | Adtranz-Walkers-Stadtbahnwagen | 1996–2016       | Adtranz / Walkers      |                                           |      |

## Galerie

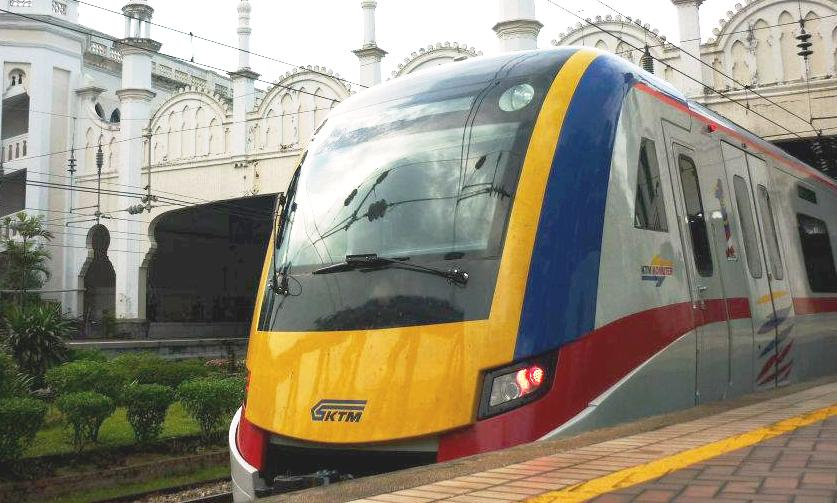
Ein Zug der Baureihe 92 am alten Hauptbahnhof.
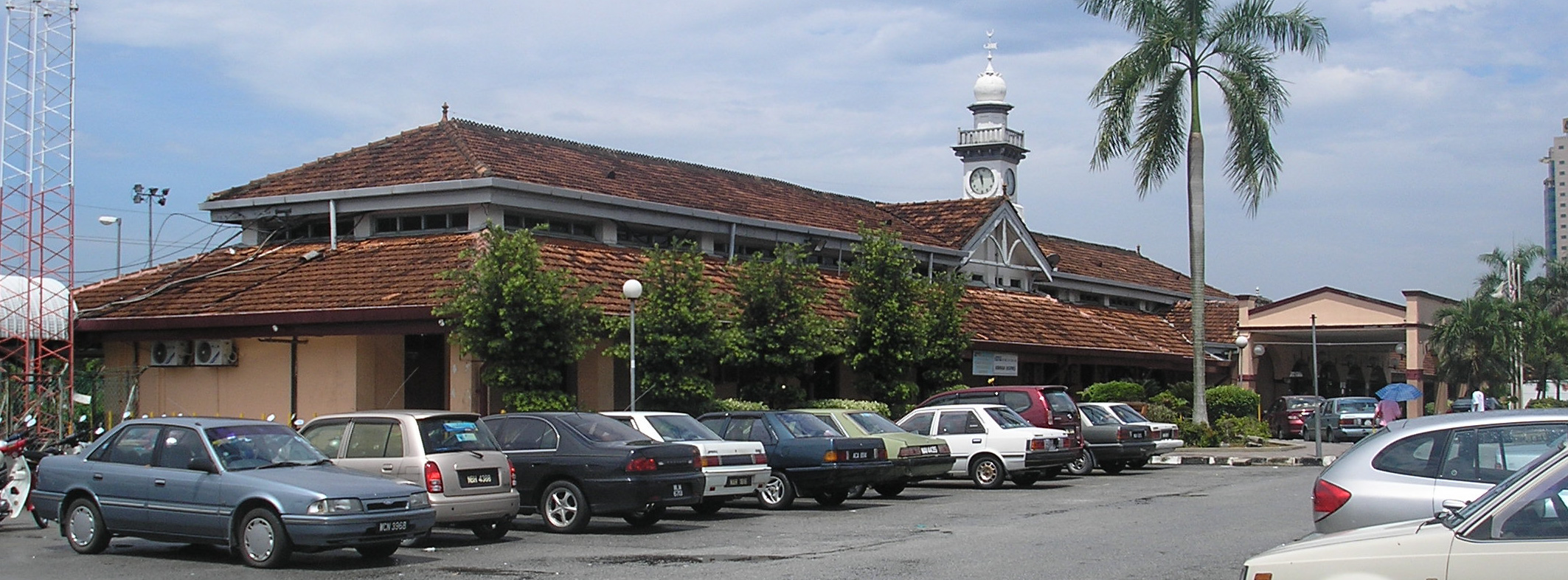
Bahnhof Seremban
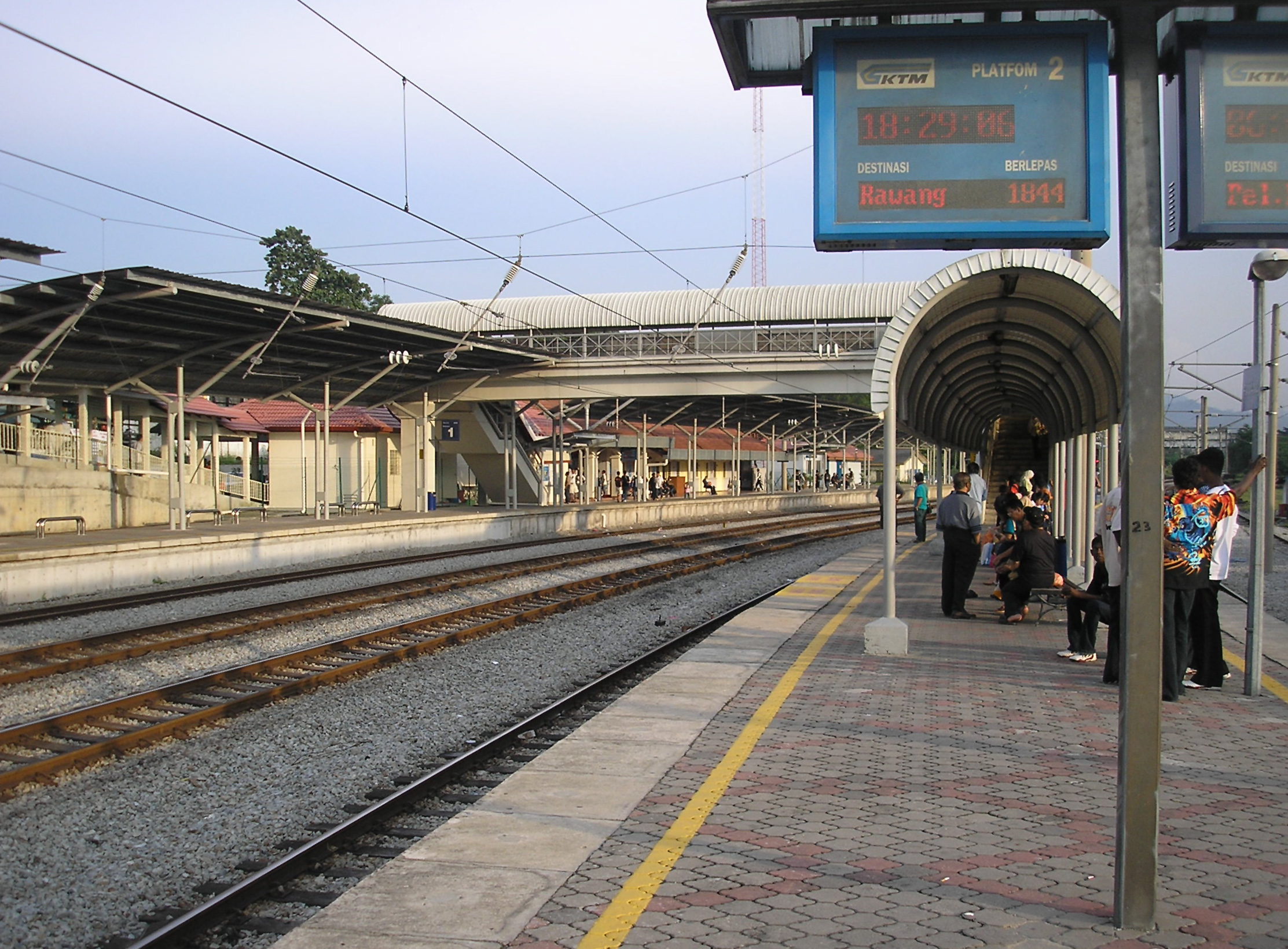
Bahnhof Rawang
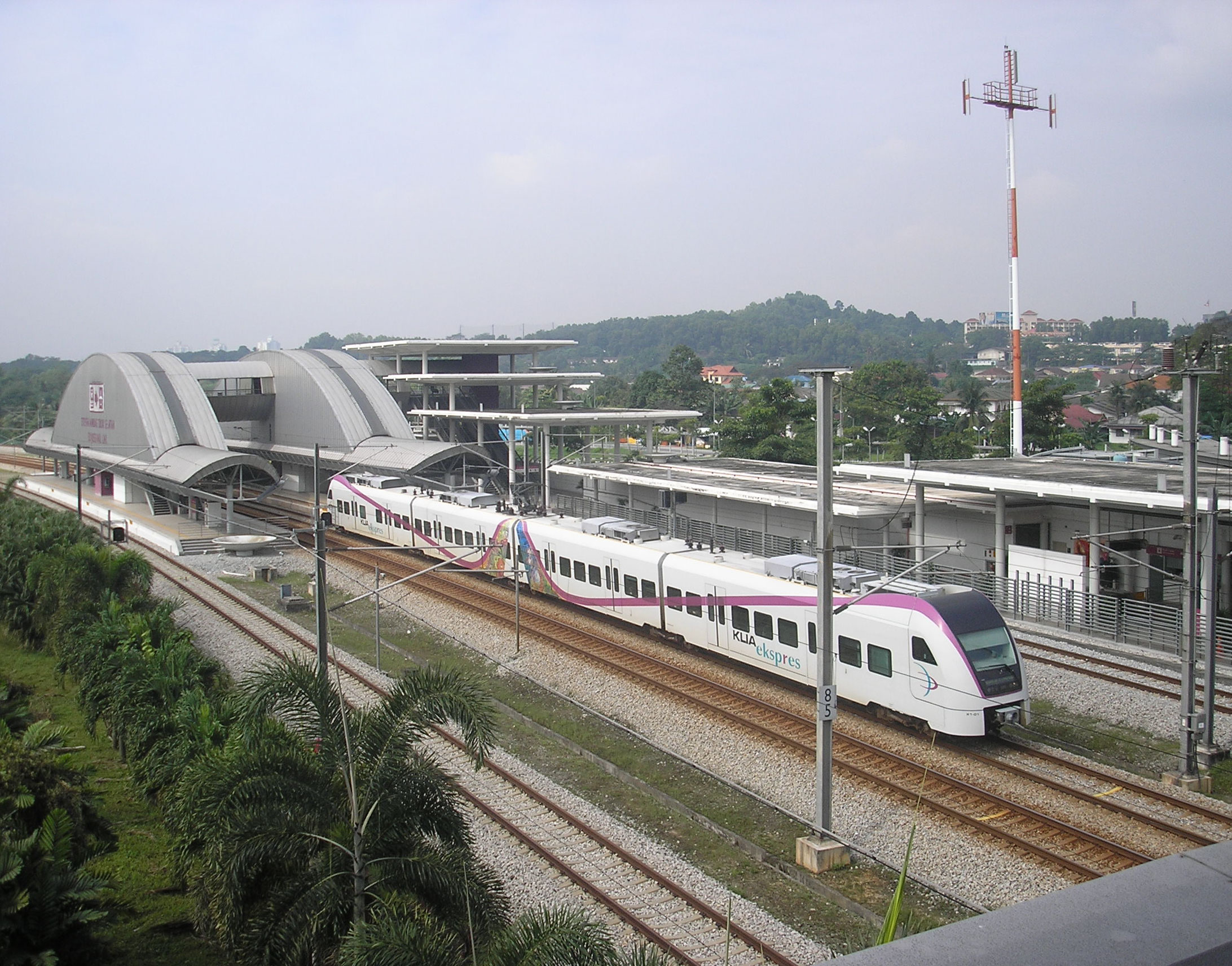
Bahnhof Bandar Tasik Selatan der Linie 7
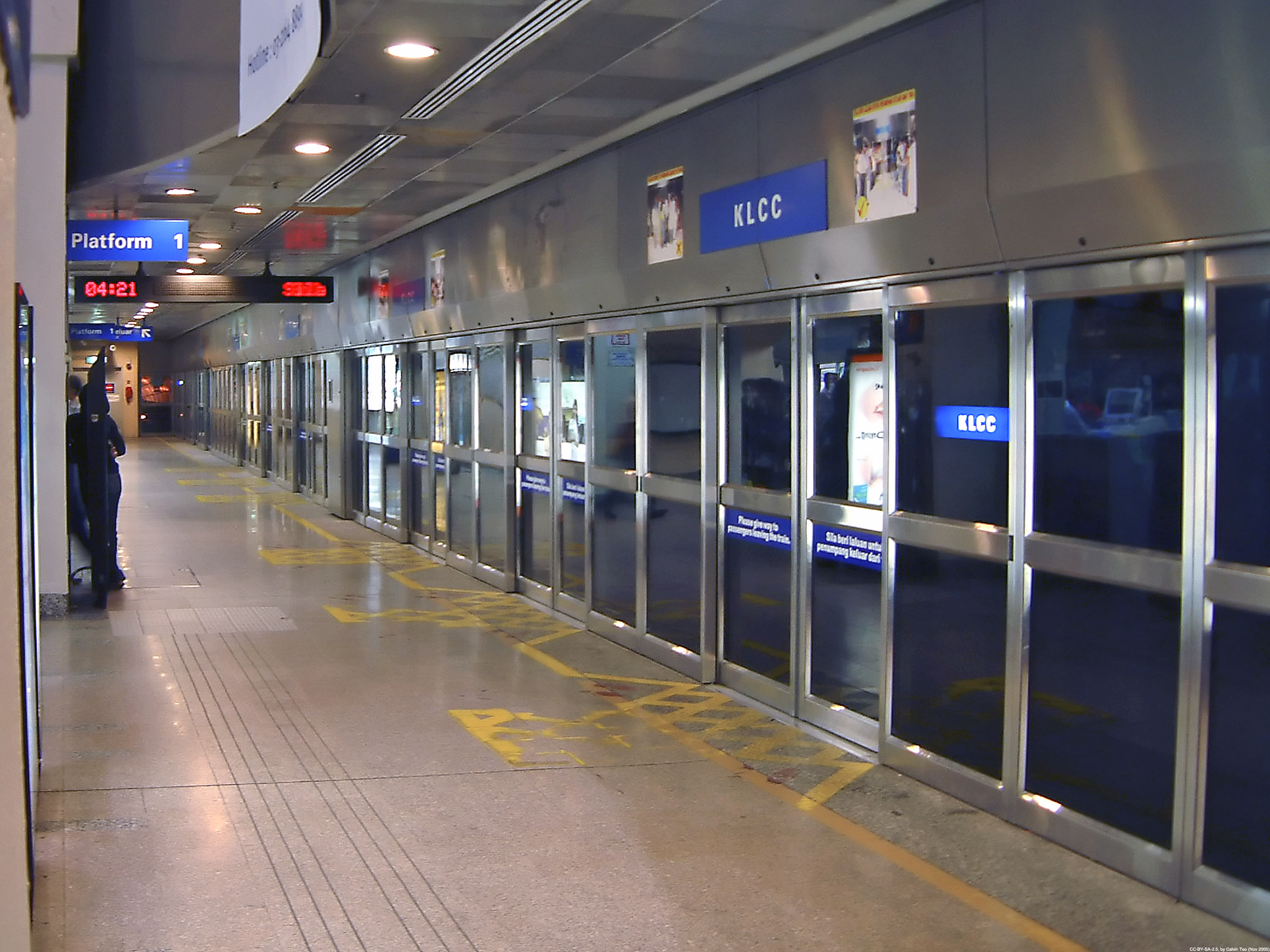
Bahnhof KLCC der Linie 5
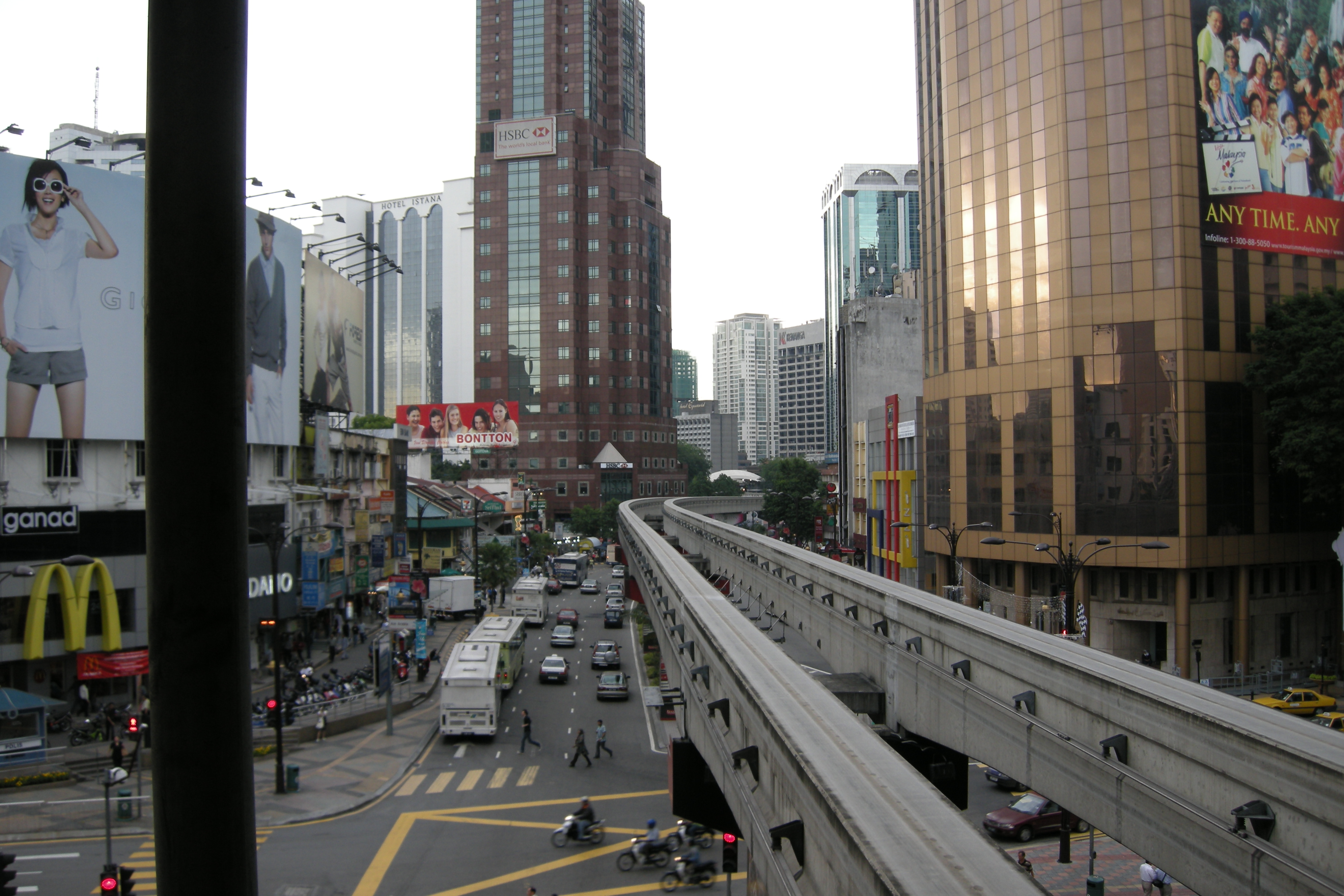
Trasse der Linie 8 bei der Station Bukit Bintang
Bahnhof Stadium Kajang der Linie 9
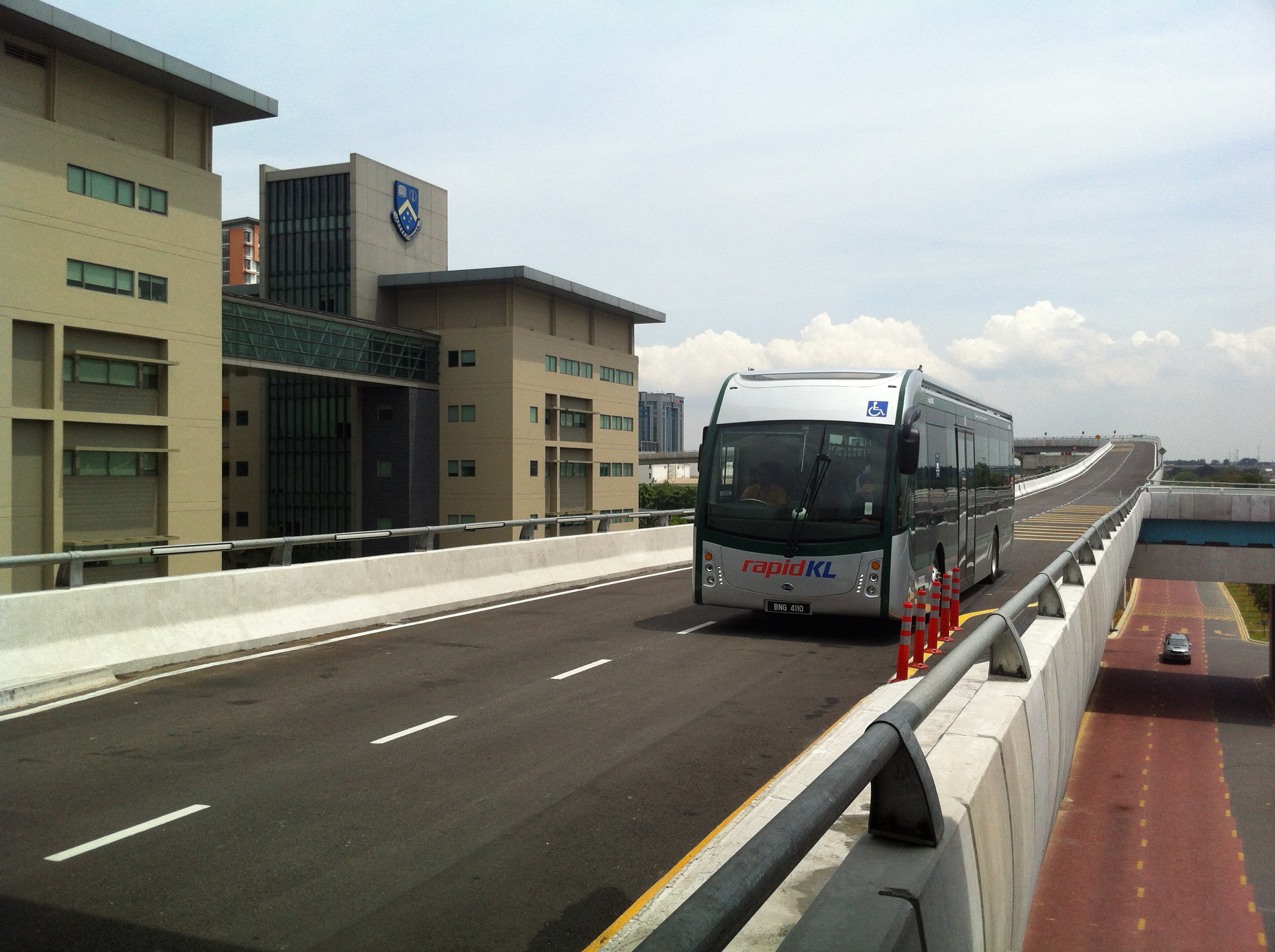
Bus der Linie B1 auf freier Strecke